# Tom Dragna
Gaetano Dragna, detto Tom (Corleone, 25 novembre 1889 – Los Angeles, 1977), è stato un mafioso italiano fra i più potenti di Los Angeles.
È stato il consigliere della Famiglia di Los Angeles, dal 1931 al 1956, guidata da suo fratello Jack Dragna. Suo figlio è stato Louis Dragna, futuro capodecina della famiglia.

## Biografia
Gaetano Dragna nacque a Corleone, in provincia di Palermo, nel 1889. Con la sua famiglia emigrò a New York nel 1898. Alla metà degli anni dieci si trasferirono a Los Angeles, dove divennero due importanti esponenti della famiglia guidata da Joe Ardizzone. All'inizio degli anni venti suo fratello Jack venne nominato capodecina, e Tom divenne il suo braccio destro e "soldato" più importante.
Nel 1931 suo fratello Jack divenne il boss della famiglia e nominò Tom consigliere. Gli affari principali di Tom furono i sindacati ed il gioco d'azzardo: si dice che soltanto la sua compagnia la manufacturing company, fruttasse 10 milioni di dollari l'anno.
Nel 1956 dopo la morte per cause naturali di suo fratello Jack, il sessantaseienne Tom Dragna decise di ritirarsi a vita privata, lasciando la gestione dei suoi racket a suo figlio Louis. Gaetano Dragna morì nel 1977 a Los Angeles di cause naturali.